# Relations entre Kiribati et l'Union européenne
Les relations entre Kiribati et l’Union européenne reposent principalement sur les accords ACP.
L'Union européenne intervient à Kiribati dans les domaines de la protection de l’environnement (énergie durable, préparation aux catastrophes, etc.) mais aussi dans le cadre de la défense des droits de l’homme (dont l’égalité des genres).

## Sources

## Compléments